# Viby (Sjælland)
 For alternative betydninger, se Viby. (Se også artikler, som begynder med Viby)
Viby er en stationsby på Østsjælland med 4.881 indbyggere  (2024), beliggende i Syv Sogn. Byen ligger i Roskilde Kommune og hører til Region Sjælland. Byområdet dækker også bydelene Dåstrup og Gl. Viby.
Byen har jernbaneforbindelse fra Viby Sjælland Station mod fx Roskilde og København den ene vej og Borup og Ringsted den anden vej. Byen fungerer primært som satellitby og størstedelen af befolkningen arbejder i enten Roskilde eller København.
I Viby findes en del tilbud til borgerne, der gør det muligt at holde kontakten med det offentlige Danmark. Eksempelvis findes der et bibliotek, borgerservicecenter. Der findes desuden læge, tandlæge, dagligvarebutikker, specialbutikker og frisører. Byens idrætsforening hedder Viby Idrætsforening.
Viby har tre grundskoler, to folkeskoler og en friskole. I Viby ligger Peder Syv Skolen (opkaldt efter Peder Syv) og i Dåstrup ligger Dåstrup Skole. Viby Friskole ligger i bydelen Gl. Viby.
Byens kulturliv er centreret omkring kulturhuset, KulturCosmos.
I april 2014 lancerede Viby Cityforening hjemmesiden 4130-viby.dk som samler alle informationer om byen Viby Sjælland, Roskilde Syd. 
I Viby Sjælland udsendes radio fra frekvensen 105.7, der i øjeblikket benyttes af Radio Soft og som er ejet af den hedengangne Radio Upstairs
Før kommunalreformen 1. januar 2007 tilhørte Viby Ramsø Kommune. Tidligere lå rådhuset i Ramsø Kommune i bydelen Gl. Viby

## Historie
Navnet Viby først dokumenteret i 1257 som Wicby (Vigby 1315). I middelalderen bestod Viby af 12 gårde. De fleste af disse var ejet af forskellige prebender tilknyttet domkirkekapitlet i Roskilde, mens en blev ejet af Vor Frue Kloster. Gårdenes jord lå mod syd. Viby lå i den sydligste del af Syv Sogn. I 1682 bestod landsbyen af 16 gårde og 1 hus med jord. Det samlede dyrkede areal udgjorde 507,8 tønder land, skyldsat til 111,36 tønder hartkorn. Dyrkningsformen var trevangsbrug.
Den første jernbane i Danmark blev bygget mellem København og Roskilde i 1847. I 1856 blev jernbanen forlænget til Korsør, og kort efter åbnede Viby Station placeret ca. 1 km syd for den gamle landsby. En ny bydannelse voksede frem omkring stationen, med blandt andet kro og mejeri samt en smedje. Men endnu omkring århundredeskiftet (1900) bestod bebyggelsen kun af nogle få huse. Omkring århundredeskiftet blev byen beskrevet således: "Viby med Skole, Andelsmejeri, Teglværk, Jærnbanestation og Telegrafstation". Teglværket lå et stykke øst for byen og forsvandt i løbet af mellemkrigstiden.
I første halvdel af det 20. århundrede udviklede viby sig til en aflang bymæssig bebyggelse langs landevejen syd for banen med skole, kro, to mejerier, smedje, læge og vandværk. I 1906 have stationsbyen 217 indbyggere, i 1911 404 indbyggere, i 1916 580 indbyggere i 1921 714 indbyggere og 131 gårde og huse, i 1925 766 indbyggere, i 1930 752 indbyggere og 213 husstande, i 1935 752 indbyggere og 212 husstande, i 1940 636 indbyggere og 210 husstande, i 1945 675 indbyggere og 230 husstande, i 1950 699 indbyggere og 244 husstande, i 1955 728 indbyggere og 249 husstande, i 1960 771 indbyggere. Byen var således stagnerende i mellemkrigstiden. I 1930, da byen havde 752 indbyggere, ernærede 88 sig ved landbrug, 282 ved industri og håndværk, 99 ved handel, 100 ved transport, 20 ved immateriel virksomhed, 60 ved husgerning, 98 var ude af erhverv og 5 havde ikke opgivet levevej.
I 1960-erne blev Viby udvidet med nye kvarterer af fritliggende enfamiliehuse og med et rektangulært gadenet, og der blev anlagt flere fabrikker i byen både øst og vest for jernbanen, et rensningsanlæg ved Præstebro og en ny skole.
I 1970 blev byen valgt som kommunecenter for det nye Ramsø Kommune. Kommunekontoret blev ikke lagt i stationsbyen men derimod i landsbyen ved Vibygård. Stationsbyen voksede yderligere og er i dag sammenvokset med den gamle landsby og med landsbyen Dåstrup, som tidligere lå for sig selv nordvest for stationen.
I 2007 blev Ramsø fusioneret med Roskilde Kommune.